# Bernhard Schmidt (Mediziner)
Bernhard Schmidt (* 20. Mai 1906 in Magdeburg; † 23. September 2003 in Esslingen am Neckar) war ein deutscher Arzt, Hygieniker und Hochschullehrer.

## Leben
Bernhard Schmidt, der Sohn des Magdeburger Druckereibesitzers Emil Schmidt, legte 1925 das Abitur am Hessischen Realgymnasium in Mainz ab. Schmidt, der danach in die Reichswehr eintrat, belegte die Studien der Chemie und Naturwissenschaften an der Universität Gießen, wechselte 1927 zu den Studien der Medizin und Chemie an die Universität München, ehe er das Staatsexamen ablegte und 1932 zum Dr. med. promoviert wurde. In der Folge erhielt er eine Facharztausbildung für Hygiene und Bakteriologie, 1939 erfolgte seine Habilitation an der Georg-August-Universität Göttingen und darauffolgend eine Dozententätigkeit. Nachdem er im Anschluss an die Militärische Akademie in Berlin kommandiert worden war, wurde er auf Ersuchen der Heeressanitätsinspektion an die Friedrich-Wilhelms-Universität zu Berlin umhabilitiert.
Während des Zweiten Weltkrieges war er von 1940 bis 1944 als Hygieniker beratend bei der Heeressanitätsinspektion tätig sowie Gruppenleiter der Abteilung Wissenschaft und Gesundheitsführung. Gemeinsam mit dem Oberstabsarzt Hermann Eyer vom Institut für Fleckfieber- und Virusforschung des Oberkommando des Heeres in Krakau besuchte Schmidt nach Eintrag im Ding-Tagebuch am 8. Februar 1943 die Fleckfieberversuchstation des Hygiene-Instituts der Waffen-SS im KZ Buchenwald, die von dem SS-Arzt Erwin Ding-Schuler geleitet wurde.
Nach der Kriegsgefangenschaft wurde Schmidt im März 1946 zum Abteilungsvorsteher am Hygienischen Institut der Stadt und der Universität Frankfurt am Main bestellt und dort 1948 zum außerplanmäßigen Professor berufen. 1953 folgte Schmidt dem Ruf auf das Ordinariat für Hygiene an die Freie Universität Berlin und die Leitung des Medizinaluntersuchungsamtes in Wedding, 1974 erfolgte seine Emeritierung. Schmidt, der 1978 mit der von der Rudolf Schülke Stiftung verliehenen Hygieia Medaille für sein Lebenswerk ausgezeichnet wurde, lieferte zahlreiche wissenschaftliche Beiträge zu den Gebieten Hygiene, Bakteriologie, Serologie sowie Virologie.

## Schriften
- Die hygienische Bedeutung der zentralen und lokalen Versorgungsanlagen (Lebensmittelversorgung, Wasser, Abwasser, Gas, Elektrizität) im Frieden und im Kriege, 1938
- Die Ernährung des deutschen Volkes unter besonderer Berücksichtigung der Ernährung seines Heeres, E.S. Mittler, 1939
- Hygienische Gesichtspunkte beim Bau und bei der Einrichtung von Krankenhäusern, 1958